# Всемирный день донора крови

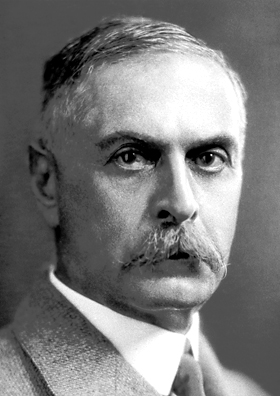
Карл Ландштейнер (14 июня 1868, Баден — 26 июня 1943, Нью-Йорк), австрийский и американский врач, иммунолог, получивший в 1930 году Нобелевскую премию за открытие групп крови, позволившее сделать переливание крови рутинной медицинской практикой.

Всемирный день донора крови — международный день, учреждённый в мае 2005 года, в ходе 58-й сессии Всемирной ассамблеи здравоохранения, в Женеве (Резолюция WHA58.13). Ежегодно проводится 14 июня.
Донор происходит от латинского «donare» — «дарить». В случае с донорами крови подарком для реципиента часто является жизнь.
В этот день в 1868 году родился Карл Ландштейнер, австрийский врач, иммунолог, получивший в 1930 году Нобелевскую премию за открытие групп крови человека.
Инициаторами проведения 14 июня Всемирного дня донора выступили четыре международные организации, призывающие к добровольной и бесплатной сдаче крови — ВОЗ, Международная федерация Красного Креста и Красного Полумесяца, Международная Федерация Организаций Доноров Крови и Международное общество по переливанию крови.

## Ежегодные темы «Дня донора крови»
Ежегодно мероприятия в День донора крови акцентированы на какой-либо определённой тематике.
- 2023 год — «Сдавайте кровь, сдавайте плазму, делитесь жизнью, делитесь ею часто ».
- 2022 год — «Сдача крови — это акт солидарности. Присоединяйтесь к усилиям и спасайте жизни».
- 2021 год — «Сдайте кровь, чтобы мир продолжал биться».
- 2020 год — «Безопасная кровь спасает жизни».
- 2019 год — «Безопасная кровь для всех».
- 2018 год — «Отдайте себя другим. Сдайте кровь. Поделитесь жизнью».
- 2017 год — «Сдавайте кровь. Сдавайте её сейчас. Сдавайте её часто».
- 2016 год — «Кровь объединяет всех нас».
- 2015 год — «Спасибо за спасение моей жизни».
- 2014 год — «Безопасная кровь для спасения матерей».
- 2013 год — «Подарите жизнь — станьте донором крови».
- 2012 год — «Каждый донор крови — герой»
- 2011 год — «Еще больше крови. Больше жизни»
- 2010 год — «Новая кровь для мира». Цель: привлечь внимание к молодым донорам.
- 2009 год — «100% добровольная безвозмездная сдача крови и ее компонентов».
- 2008 год — «Одного раза недостаточно. Спасибо, что вернулись».
- 2007 год — «Всемирный день донора крови 2007».
- 2006 год — «Отпразднуйте сдачу крови».
- 2005 год — «Отмечая донорство крови».
- 2004 год — «Первый Всемирный день донора крови».

## День донора в России
- 20 апреля — Национальный день донора в России, учреждённый в 2007 году. В этот день в 1832 году петербургский врач-акушер Андрей Мартынович Вольф впервые в Российской Империи произвёл успешное переливание крови роженице с акушерским кровотечением от её мужа.